# Пэкстон, Уильям
Уильям Пэкстон (Пакстон) (англ. William McGregor Paxton; 22 июня 1869[…], Балтимор, Мэриленд — 13 мая 1941, Бостон) — американский художник-импрессионист и педагог. Ведущий художник Бостонской школы живописи, известен своими портретами, в том числе двух президентов США — Стивена Кливленда и Калвин Кулиджа.

## Биография
Родился 22 июня 1869 года в Балтиморе, штат Мэриленд, в семье Джеймса и Розы Пэкстон. В середине 1870-х годов отец Уильяма с семьёй переехал в местечко Newton Corner, штат Массачусетс, где создал ресторанный бизнес.
Первоначально Пэкстон обучался в бостонской художественной школе Cowles Art School, где учился вместе с американским художником Деннисом Банкером. Затем отправился в Париж, где продолжил своё обучение у Жана-Леона Жерома в школе изящных искусств École des Beaux-Arts. По мнению работников художественного музея города Мэрихилл, штат Вашингтон, Уильям обучался и в парижской Академии Жюлиана. По возвращении в Соединённые Штаты Пэкстон учился у Джозефа Де Кампа, который также учил Элизабет Воан, ставшую позже женой Уильяма.
С 1906 по 1913 годы Пэкстон преподавал в Бостонской школе Музея изящных искусств и писал в студии Fenway Studios. Он был одним из основателей Бостонской школы живописи и Гильдии художников Бостона (англ. The Guild of Boston Artists), в 1928 году стал действительным членом Национальной академии дизайна.
Умер от сердечного приступа во время создания портрета свой жены в 1941 году в их доме в городе Ньютон, штат Массачусетс. Его мемориальная выставка прошла с 19 ноября по 14 декабря 1941 года в Бостоне в Музее изящных искусств. Документы, относящиеся к художнику, находятся в архиве американского искусства Смитсоновского института в Вашингтоне, округ Колумбия.

### Семья
Познакомившись с Элизабет Воан Оки (англ. Elizabeth Vaughan Okie) в 1896 году, Пэкстон женился на ней 3 января 1899 года. Они путешествовали по Европе, часто бывали на полуостровах Кейп-Код и Кейп-Энн в Массачусетсе. Некоторое время жили в Ньютоне, Массачусетс, с его родителями. Затем в студии Fenway Studios, Бостон. Позже приобрели собственный дом в Ньютоне. Элизабет позировала для многих его работ. Детей у них не было.

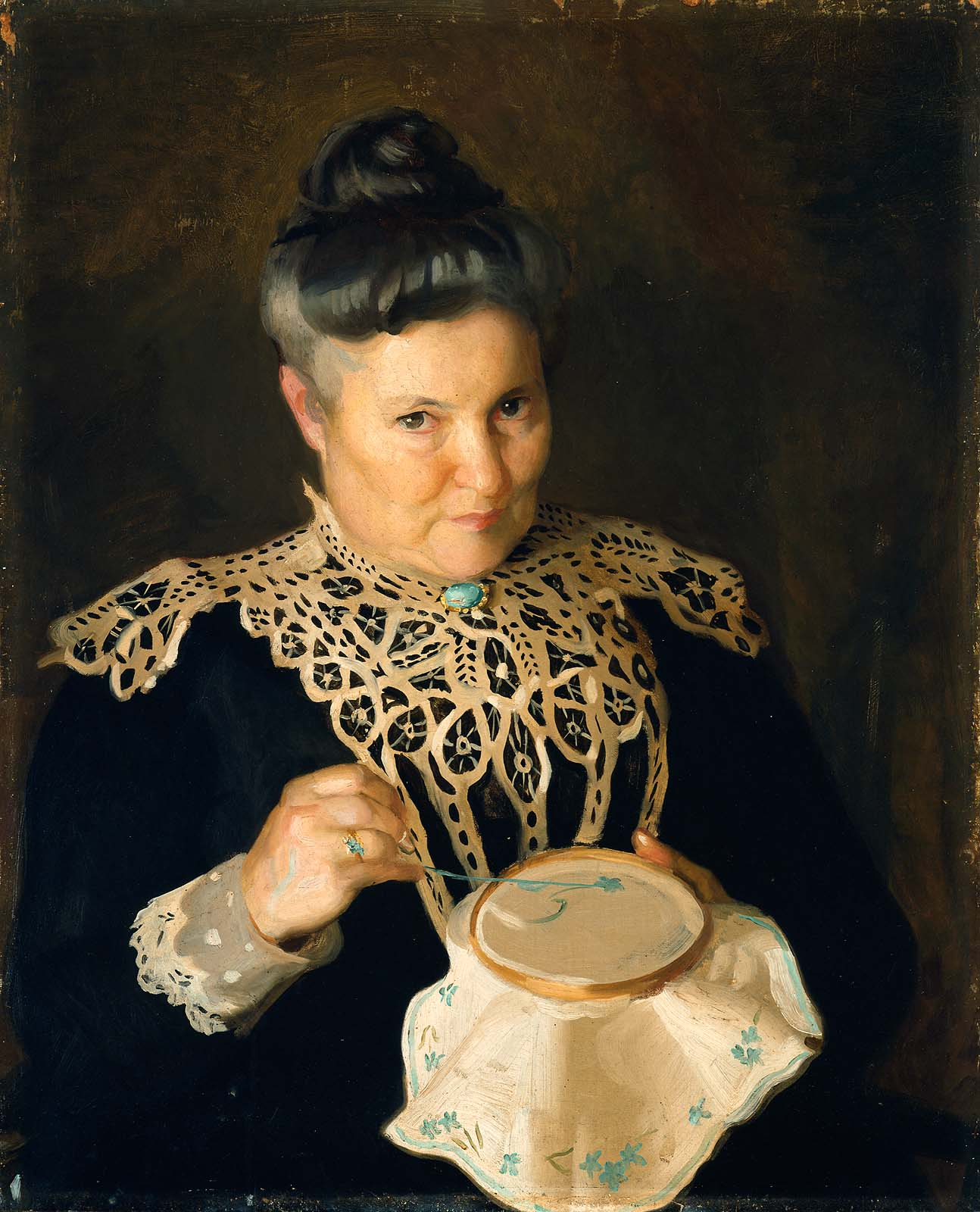
Мать Роза
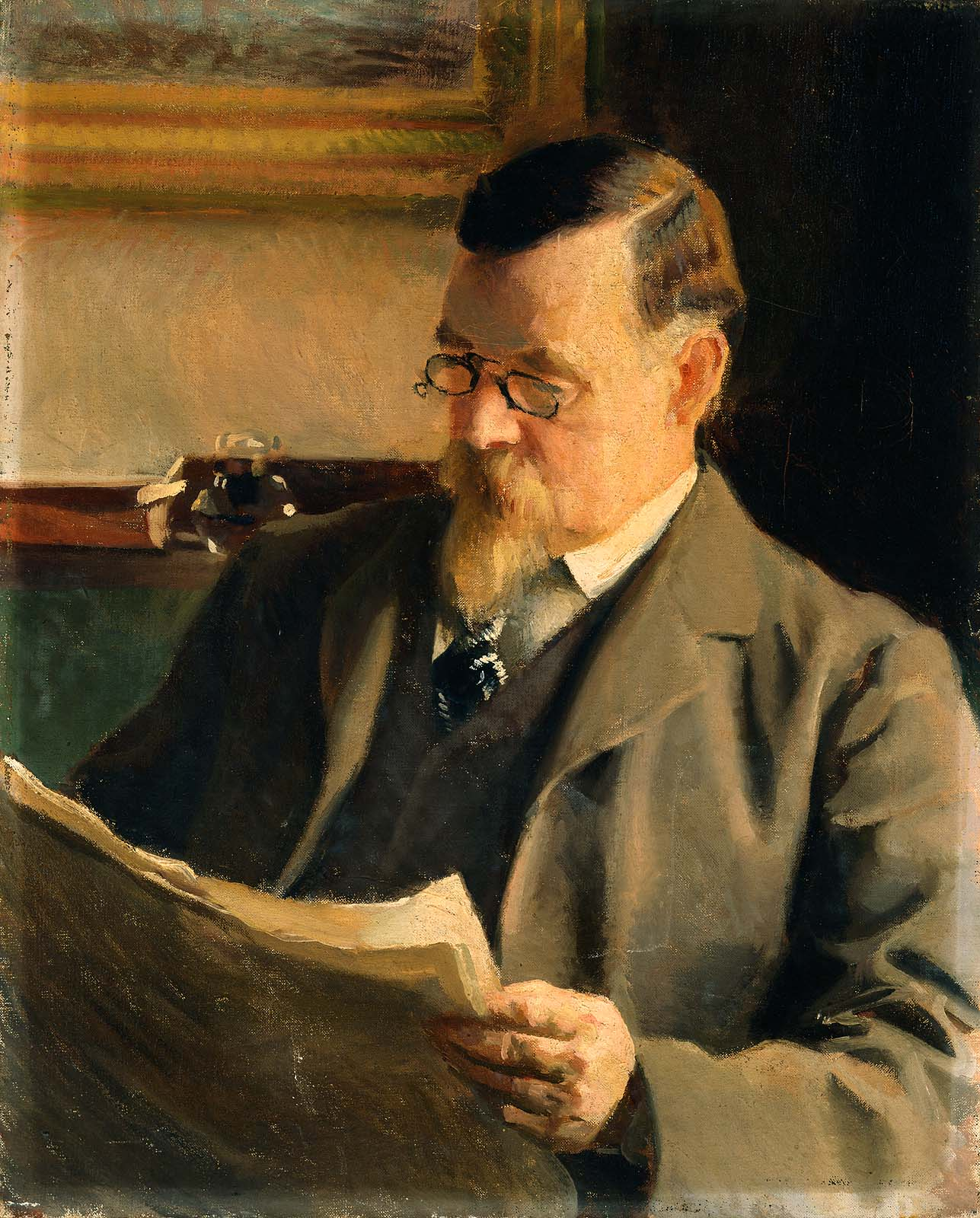
Отец Джеймс
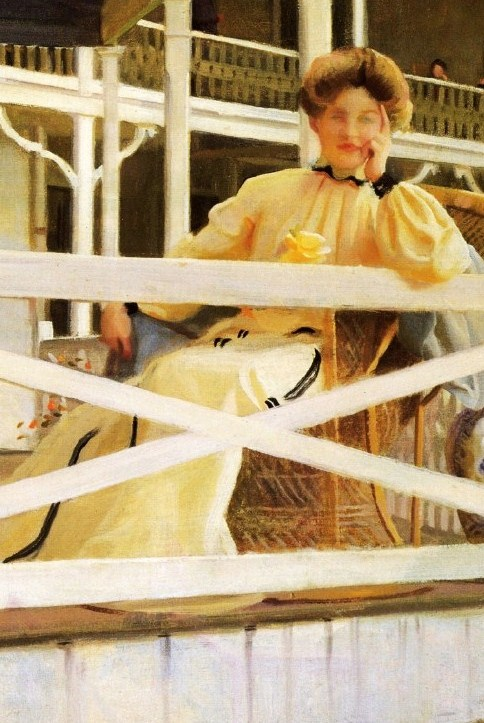
Жена Элизабет

## Труды
Работы художника находятся во многих музеях США, среди которых Бостонский музей изящных искусств, Художественный музей Кливленда, Детройтский институт искусств, Художественный музей Индианаполиса, а также другие.

Некоторые работы
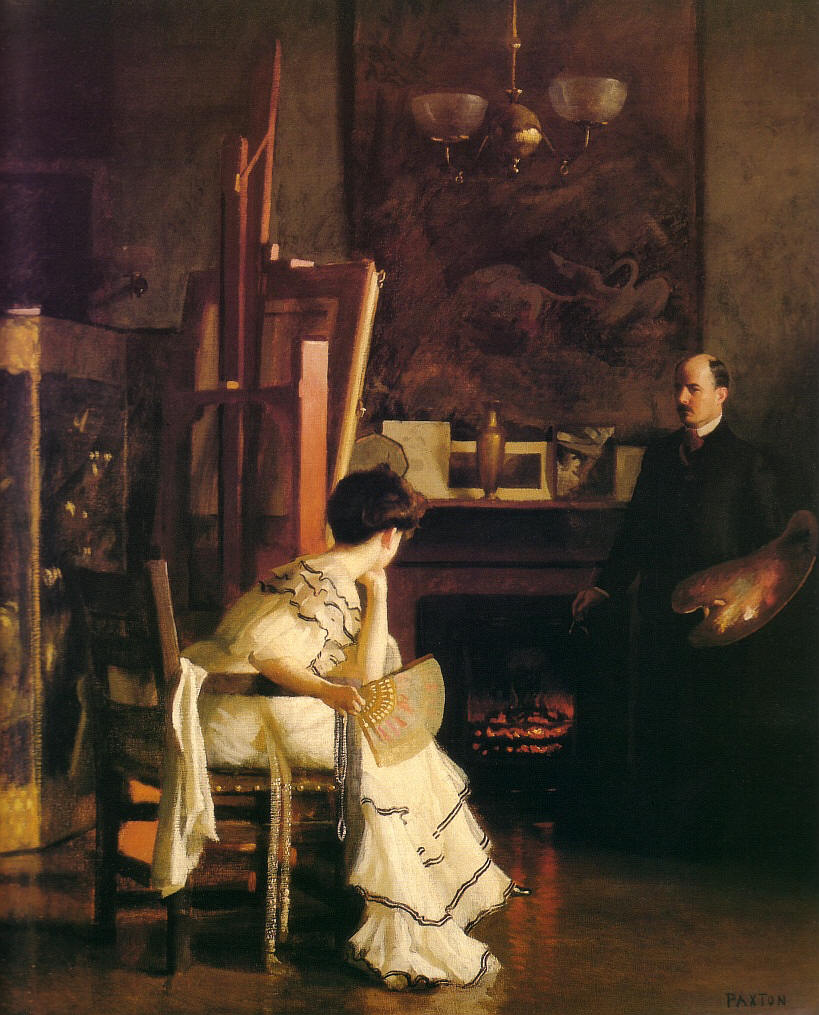
В мастерской художника, 1905
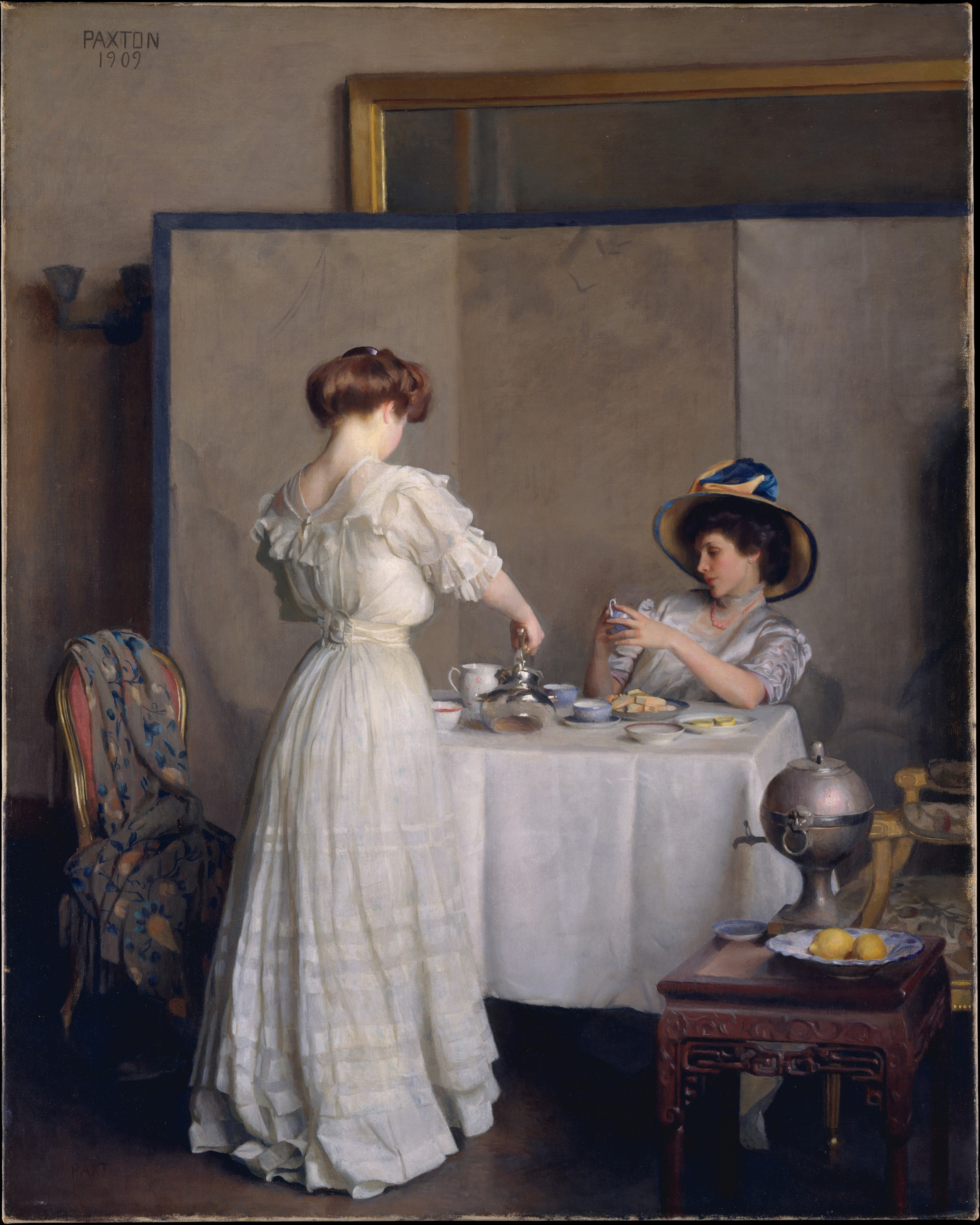
Заваривание чая, 1909, Метрополитен-музей
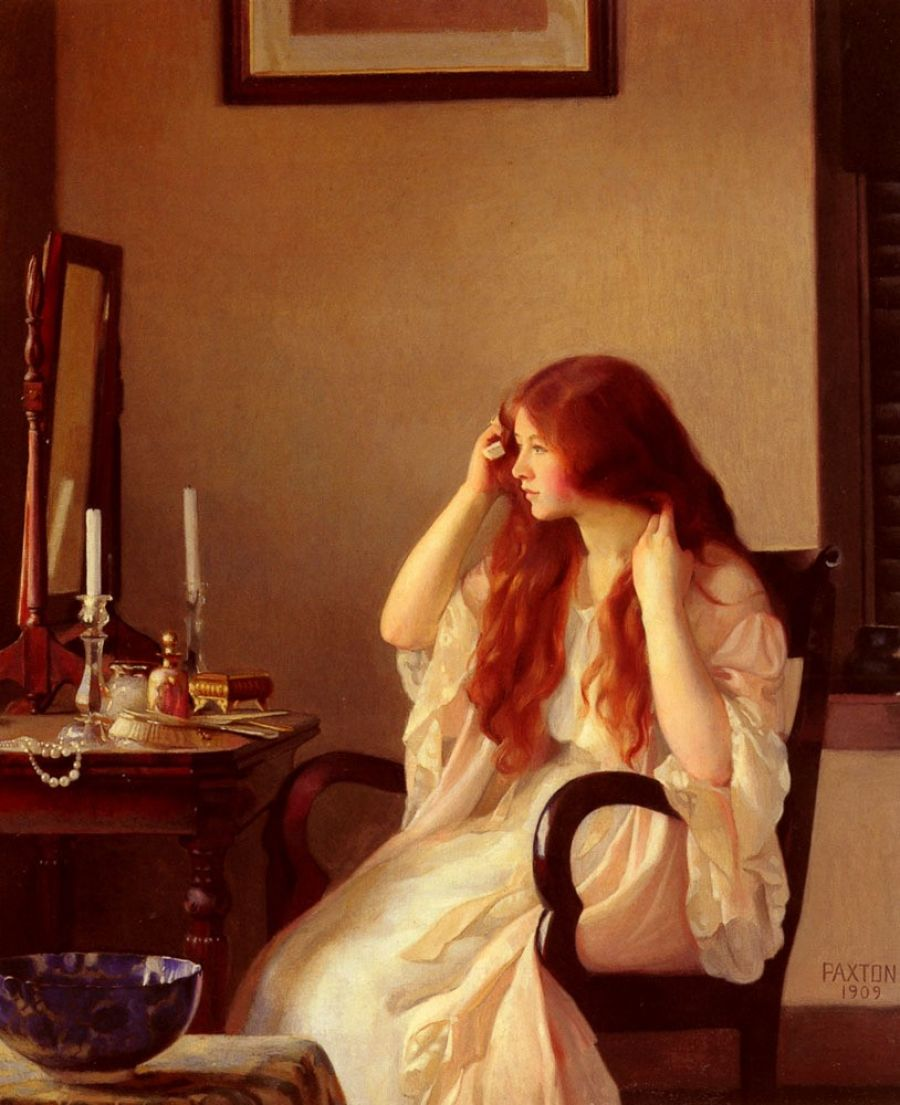
Девушка перед зеркалом, 1909
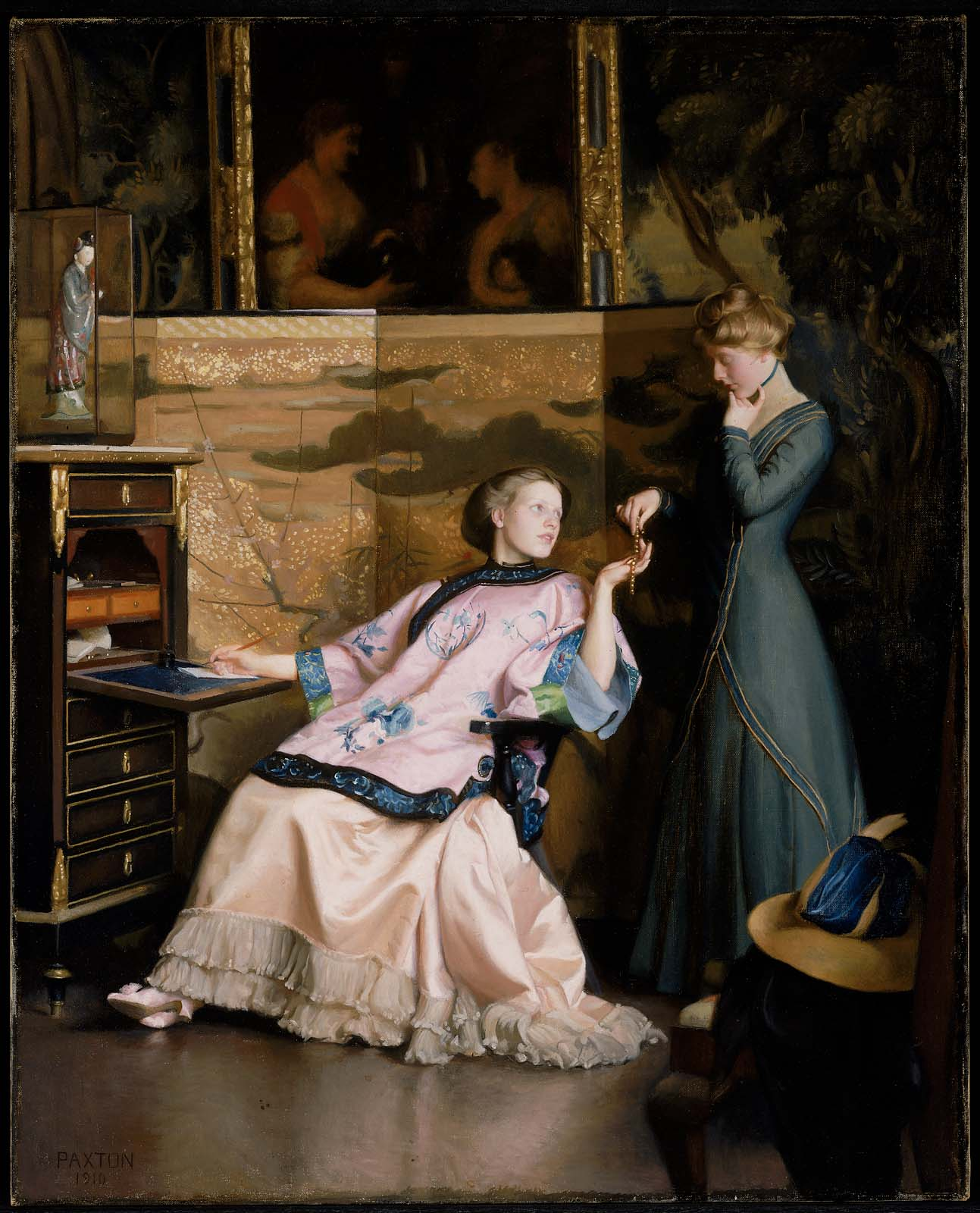
Новое ожерелье, 1910